# 세종왕자한남군묘역
세종왕자한남군묘역(世宗王子漢南君墓域)은 대한민국 경상남도 함양군 함양읍 교산리에 있는, 조선 전기의 왕족인 정도공 한남군(1429∼1457)의 묘소이다. 1997년 1월 30일 경상남도의 기념물 제165호로 지정되었다.

## 개요
조선 전기의 왕족인 정도공 한남군(1429∼1457)의 묘소이다. 그는 세종의 12남이며 어머니는 혜빈 양씨이다.
세종 23년(1441) 왕이 왕비와 함께 온수현(溫水縣) 가마곡(加磨谷)에 행차하였을 때 궁궐의 수비를 관장한 공으로 한남군에 봉해졌다. 1455년 세조가 즉위하자 금성대군·영풍군·혜빈 양씨와 함께 역모를 꾀하다가 금산에 유배되었다. 그 뒤 토지와 노비를 몰수 당하고 다시 함양으로 옮겨져 유배생활을 하다가 세조 3년(1457)에 생을 마감하였다.
봉분 아랫부분에는 둘레석이 마련되었고 묘 앞에는 상석(제사지낼 때 음식을 차려 놓도록 무덤 앞에 마련해 놓는 돌), 좌우에는 망주석(望柱石:멀리서도 무덤이 있음을 알려주는 돌기둥) 4기와 문인석 2기, 동자상 2기가 있다. 묘비는 2기가 세워져 있는데, 묘 앞의 것은 근래에 세운 것이고, 왼쪽에 있는 것은 명종 12년(1557) 4월에 세운 것이다. 묘역 입구에는 신도비(神道碑:왕이나 고관 등의 평생 업적을 기리기 위해 무덤 근처 길가에 세운 비) 1기가 세워져 있다.

## 참고 문헌
- 세종왕자한남군묘역 - 국가유산청 국가유산포털